# Won't Get Fooled Again
Won't Get Fooled Again är en rocklåt skriven av Pete Townshend och lanserad av The Who 1971. Låten var avslutande spår på albumet Who's Next och är mer än åtta minuter lång. När låten släpptes som singel kortades den ned kraftigt och nästan alla instrumentala sektioner togs bort. Låten är känd för sina elorgelpartier, både i låtens intro och en lång mittsektion. Texten är rebellisk och en protest mot att samhället aldrig förändras, trots att nya ledare kommer till makten.
Rolling Stone listade låten som #133 på sin lista The 500 Greatest Songs of All Time. Den används som temalåt i den amerikanska tv-serien CSI: Miami. 
Filmaren Michael Moore ville använda denna låt till sluttexterna i sin film Fahrenheit 9/11, men fick nej av Pete Townshend som inte tyckte den passade i sammanhanget.

## Listplaceringar
- Billboard Hot 100, USA: #15[2]
- UK Singles Chart, Storbritannien: #9[3]
- Tyskland: #27[4]
- Nederländerna: #8[5]
- Tio i topp, Sverige: Låten testades för listan men tog sig inte in och nådde placering #15[6]